# ديفيد آدمز ليمينغ
ديفيد آدمز ليمينغ (بالإنجليزية: David Adams Leeming)‏ (من مواليد 26 فبراير 1937) عالم فقه اللغة الأمريكية وهو أستاذ فخري للغة الإنجليزية والأدب المقارن في جامعة كونيتيكت. يعتبر ليمينغ مرجعًا رائدًا في الأدب المقارن للأساطير، وهو موضوع كتب عنه على نطاق واسع وحرر العديد من الموسوعات والقواميس.

## روابط خارجية
- David Adams Leeming at LibraryThing